# Enrico Lucherini
Enrico Lucherini (* 8. August 1932 in Rom; † 28. Juli 2025 ebenda) war ein italienischer Schauspieler- und Presseagent.
Lucherini studierte Medizin in seiner Geburtsstadt, brach das Studium jedoch ab, als er eine Gruppe Schauspieler kennenlernte, die an der Accademia di Arte Drammatica studierten und war dann seit Beginn der 1950er Jahre als Agent für zahllose italienischen Filmschaffende aktiv. Er gilt als der „Erfinder“ der Tätigkeit des Presseagenten in seinem Heimatland. Um z. B. die Bekanntheit von Florinda Bolkan zu steigern, ließ er die Journalisten von einem Selbstmordversuch Elizabeth Taylors berichten, die um ihre Beziehung zu Richard Burton fürchtete. Bis zuletzt war er für die Pressearbeit zu zahlreichen Filmen verantwortlich. Zu Lucherinis Klienten gehören nahezu alle großen Namen italienischer Filmkunst, so Sophia Loren, Marcello Mastroianni, Ugo Tognazzi, Federico Fellini und Luchino Visconti.
Mitte der 1970er Jahre stellte er zwei Kompilationsfilme zusammen, die die große Zeit der Produktionsgesellschaft „Titanus“ bzw. der Sandalenfilme wiedergaben.
Im Oktober und November 2012 war Lucherini eine Ausstellung gewidmet.

## Filmografie
- 1975: Un sorriso, un schiaffo, un bacio in bocca (Kompilation)
- 1977: Kolossal, i magnifici macisti (Kompilation)